# Kluki (Przelewice)
Kluki (deutsch Klücken) ist ein Dorf in der Woiwodschaft Westpommern in Polen. Es gehört zur Gmina Przelewice (Gemeinde Prillwitz)  im Powiat Pyrzycki (Pyritzer Kreis).

## Geographische Lage
Das Dorf liegt im Weizacker in Hinterpommern, etwa 45 Kilometer südöstlich von Stettin und etwa 12 Kilometer östlich der Kreisstadt Pyritz. Das Dorf liegt etwa ½ Kilometer vom Ufer des Plönesees entfernt, zu dem sich hier der Fluss Plöne verbreitert.

## Geschichte
Im Jahre 1515 erwarben zwei Angehörige der adligen Familie Steinwehr, die Brüder Jürgen Steinwehr und Asmus Steinwehr, einen Anteil an Klücken von einem Bartholomäus Glutzkow. Wohl gleichzeitig war die adlige Familie Küssow mit einem anderen Anteil von Klücken belehnt. Auf der Lubinschen Karte des Herzogtums Pommern von 1618 ist „Clücken“ verzeichnet. Später erwarben die Küssows auch den Steinwehrschen Anteil an Klücken.
In Ludwig Wilhelm Brüggemanns Ausführlicher Beschreibung des gegenwärtigen Zustandes des Königlich-Preußischen Herzogtums Vor- und Hinterpommern (1784) wurde Klücken unter den adligen Gütern des Pyritzschen Kreises aufgeführt. Damals gab es hier ein Ackerwerk, also den Gutsbetrieb, eine Wassermühle, sechs Kossäten und einen Schulmeister, insgesamt 23 Haushaltungen („Feuerstellen“). Die Kirche war eine Filialkirche der Mutterkirche in Kossin.
Im Jahre 1792 wurde Klücken durch Graf Friedrich Ludwig von Küssow an Hans Georg Berndt von Pleetz verkauft, von dem es 1809 dessen Sohn August Ferdinand von Pleetz erbte. Dessen Erben verkauften das Gut Klücken 1841 an einen Bernhard Heinrich Felix Holm aus Anklam, der es bis 1861 besaß.
Die Regulierung der gutsherrlichen und bäuerlichen Verhältnisse (siehe Preußische Agrarverfassung) in Klücken wurde 1820 durchgeführt. Hierbei traten die noch vorhandenen fünf Kossäten und der Mühlenbesitzer Land an die Gutsherrschaft ab und übernahmen Rentenzahlungen. Nach und nach erwarb die Gutsherrschaft vier weitere Kossätenhöfe, so dass ab 1855 nur noch ein Kossätenhof übrig geblieben war.
Ab dem 19. Jahrhundert bestanden der politische Gutsbezirk Klücken und die Landgemeinde Klücken nebeneinander. Im Jahre 1910 zählte der Gutsbezirk Klücken 70 Einwohner, die Landgemeinde Klücken 107 Einwohner. Später wurden der Gutsbezirk Klücken und der benachbarte Gutsbezirk Woitfick in die Landgemeinde Klücken eingemeindet.
Vor 1945 bildete Klücken eine Landgemeinde im Kreis Pyritz der preußischen Provinz Pommern. Zur Landgemeinde gehörte auch der Wohnplatz Woitfick. Die Gemeinde zählte im Jahre 1925 386 Einwohner in 75 Haushaltungen, und im Jahre 1939 318 Einwohner.
Nach dem Zweiten Weltkrieg kam Klücken, wie ganz Hinterpommern, an Polen. Die Bevölkerung wurde durch Polen ersetzt und der Ortsname zu „Kluki“ polonisiert. Heute bildet der Ort ein eigenes Schulzenamt in der Gmina Przelewice (Gemeinde Prillwitz).